# Franciszek Gąsienica Groń
Franciszek Gąsienica Groń, OPR, (Zakopane, 30 de setembro de 1931 — 31 de julho de 2014) foi um esquiador polonês especializado em combinado nórdico e medalhista dos Jogos Olímpicos de Inverno de 1956, o qual ocorreu em Cortina d'Ampezzo, Itália. Conquistou tal condecoração após conseguir um total de 436,8 pontos em sua modalidade, apenas 0,2 pontos de diferença do segundo colocado.